# Президентські вибори у США 1892
Президентські вибори в США 1892 року проходили 8 листопада. Гровер Клівленд повернув собі президентство, випередивши президента-республіканця Бенджаміна Гаррісона, якому програв попередні вибори. Клівленд досі є єдиним президентом США, який повернувся в Білий дім після перерви, і, таким чином, вважається 22-м і 24-м президентом США.

## Вибори

### Кампанія
Ключовим питанням в Сполучених Штатах 1888 року знову стали тарифи. Демократи виступали за політику вільної торгівлі та зниження тарифів, а республіканці займали протекціоністську позицію. Крім цього, популісти, що стали в цей час третьою за значенням партією, виступали за широкий випуск м'яких срібних грошей (на противагу золотих) для збільшення інфляції, яка б допомагала у виплаті боргів південним та західним фермерам. Клівленд як демократ виступав за тверді гроші, що було вигідно банкірам східних штатів та бізнесменам.
З іншого боку, страйк на шахтах Карнегі закінчився збройним протистоянням між страйкарями та охороною, що підсилило робочу опозицію республіканській адміністрації.
Популісти дійсно перемогли в кількох західних штатах, але Південь залишився демократичним, а промисловий Північний схід відвернувся від республіканців та також віддав голоси демократам. Демократи впевнено перемогли на виборах, причому їм також перейшли обидві палати Конгресу.

### Результати

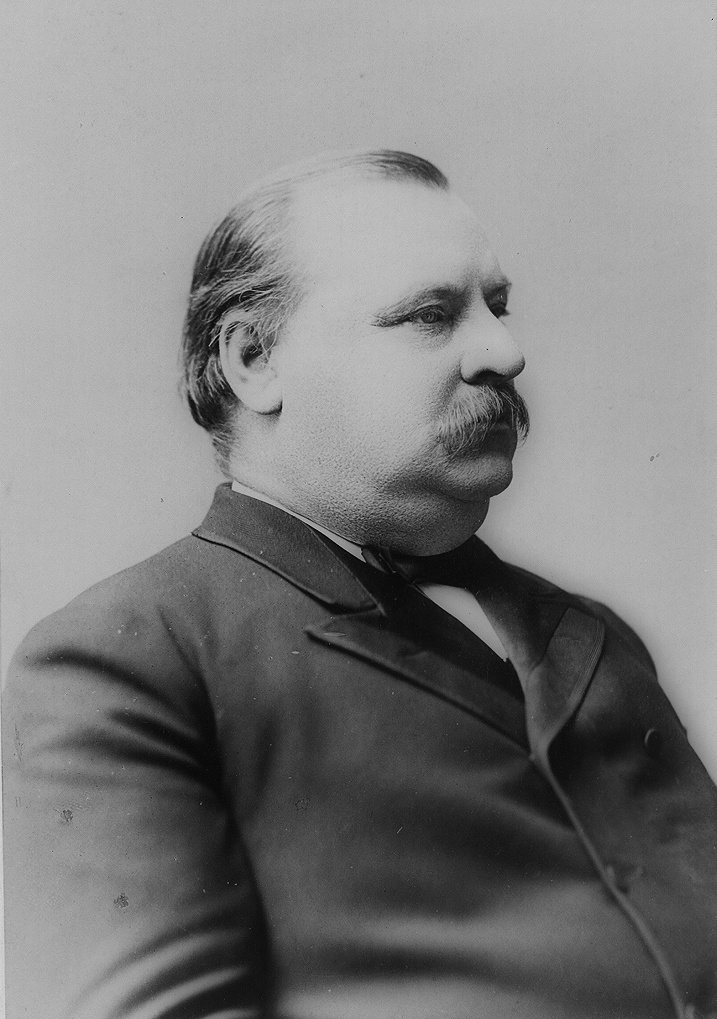
На виборах 1892 року демократ Гровер Клівленд був обраний 24-м президентом США і після чотирирічної перерви повернувся в Білий дім.

На цих виборах вперше брали участь новоутворені штати, що увійшли до Сполучених Штати в 1889—1890 роках: Північна Дакота, Південна Дакота, Монтана, Вашингтон, Айдахо та Вайомінг.
| Кандидат           | Партія                       | Виборці    | Виборці | Виборники |
| Кандидат           | Партія                       | Кількість  | %       | Виборники |
| ------------------ | ---------------------------- | ---------- | ------- | --------- |
| Гровер Клівленд    | Демократична партія          | 5 553 898  | 46,0 %  | 277       |
| Бенджамін Гаррісон | Республіканська партія       | 5 190 819  | 43,0 %  | 145       |
| Джеймс Берд Вейвер | Популістська партія          | 1 026 595  | 8,5 %   | 22        |
| Джон Бідуел        | Prohibition                  | 270 879    | 2,2 %   | 0         |
| Саймон Уінг        | Соціалістична трудова партія | 21 173     | 0,2 %   | 0         |
| інші               |                              | 4 673      | 0,0 %   | 0         |
| Всього             | Всього                       | 12 068 037 | 100 %   | 444       |